# Helmut Rosenvald
Helmut Rosenvald (født 22. februar 1929 i Tallinn, Estland, død 29. juli 2020) var en estisk komponist og violinist.
Rosenvald studerede komposition og violin på Tallin Musikkonservatorium hos Rudolf Palm og Villem Kapp.
Han har skrevet 16 symfonier, 2 sinfoniettaer, orkesterværker, kammermusik, vokalmusik, korværker etc.
Rosenvald var ansat som violinist hos det Nationale Estiske Symfoniorkester i næsten 30 år. Det meste af hans musik er for orkester og strygerinstrumenter.

## Udvalgte værker
- 1-9 Symfoni (1964-1979) – for orkester
- Kammersymfoni nr. 1 (1972) – for cello og strygere
- Klassisk Symfoni (1977) – for strygere og pauker
- Kammersymfoni nr. 2 (1979) – for cello og kammerorkester
- Simpel Symfoni (1980) – for orkester
- Sinfonia Breve (1984) – for orkester
- Symfoni fra Året (1987) – for orkester
- 2 Sinfoniettaer (1974-1981) – for strygeorkester